# Марсельское Таро
«Марсельское Таро» (фр. Tarot de Marseille, TdM) — собирательное название колод карт Таро наиболее распространённого дизайна, происходящего от Таро Висконти — Сфорцы и считающегося классическим. В начале 1940-х годов, на основе карт Таро, свою версию колоды («Марсельская игра» — Jeu de Marseille) придумали, проживавшие в то время в Марселе сюрреалисты.

## Название
Впервые в печати термин «Марсельское Таро» употребил Папюс в книге «Ключ к оккультным наукам: Цыганское Таро» (фр. Clef absolue des sciences occultes: le Tarot des Bohémiens, 1889). Однако более распространённым являлось неофициальное название «итальянское таро».
Окончательно ввела в обиход название «Марсельское Таро» французская фирма Grimaud, выпустившая колоду Ancien Tarot de Marseille («Древнее Марсельское Таро») в начале 1930-х годов.

## История
Колода происходит от таро Висконти — Сфорцы. Из его 78-карточного варианта заимствованы итало-испанские знаки мастей (мечи, палицы, кубки и монеты), фигуры на лицевых картах младших арканов (пажи, рыцари, королевы и короли) и иерархия старших арканов.
В документальном фильме «Les mystères du Tarot de Marseille» (2015) высказывается предположение, что автором Марсельского Таро является итальянский философ, гуманист, астролог и католический священник XV века из Флоренции Марсилио Фичино.
В начале XVI века колоды данного типа начинают выпускаться в Ломбардии. Оттуда колода попадает во Францию, где впервые изготавливается в 1557 году в Лионе. Затем появляются варианты, изготовленные в Авиньоне и Марселе, а ещё позднее — в Париже и Руане. Достаточно широкое распространение получили марсельские колоды Жана Нобле (1650) и Жана Додаля (1701).
К концу XVIII века колода под названием «итальянское таро» становится известной в Бельгии и Швейцарии, а также вновь попадает в Италию, где становится прообразом пьемонтского таро — двусторонней игровой колоды.
В 1760 году в Марселе увидела свет колода Николя Конвера, печатавшаяся вплоть до 1880 года. Именно на её основе созданы как колода Ancien Tarot de Marseille, выпускаемая фирмой Grimaud, так и другие современные варианты Марсельского Таро.

## Состав
Марсельское Таро — наиболее типичный и широко распространённый вариант колоды Таро.
| Масти   |         |       |        |         |
| Русский | мечи    | кубки | монеты | палицы  |
| Italian | Spade   | Coppe | Denari | Bastoni |
| Spanish | Espadas | Copas | Oros   | Bastos  |

В состав колоды входят 78 карт: 56 младших арканов и 22 старших. Младшие арканы подразделяются на 4 масти: мечи, палицы, кубки и монеты. В каждой масти присутствуют 10 очковых карт и 4 лицевые. К очковым относятся карты достоинством от 2 до 10, а также туз, считающейся самой младшей картой достоинством 1. В состав лицевых карт входят паж, рыцарь, королева и король.
Старшие арканы включают в себя 21 козырь и ненумерованную карту, именуемую либо Дураком (фр. Le Fol / Le Fou), либо Безумцем (фр. Le Mat). Козыри нумеруются римскими цифрами. Все фигурные карты подписываются на французском языке.
- Le Fol (Le Fou, Le Mat)
(Шут)
- Le Bateleur
(Маг)
 Номер I
- La Papesse
(Верховная Жрица)
 Номер II
- L'Impératrice
(Императрица)
 Номер III
- L'Empereur
(Император)
 Номер IV
- Le Pape
(Верховный Жрец)
 Номер V
- L'Amoureux
(Влюблённые)
 Номер VI
- Le Chariot
(Колесница)
 Номер VII
- La Justice
(Справедливость)
 Номер VIII
- L'Hermite
(Отшельник)
 Номер IX
- La Roue de Fortune
(Колесо Фортуны)
 Номер X
- La Force
(Сила)
 Номер XI
- Le Pendu
(Повешенный)
 Номер XII
- L'Arcane sans nom (La Mort)
(Смерть)
 Номер XIII
- Tempérance
(Умеренность)
 Номер XIV
- Le Diable
(Дьявол)
 Номер XV
- La Maison Dieu
(Башня)
 Номер XVI
- L'Étoile
(Звезда)
 Номер XVII
- La Lune
(Луна)
 Номер XVIII
- Le Soleil
(Солнце)
 Номер XIX
- Le Jugement
(Суд)
 Номер XX
- Le Monde
(Мир)
 Номер XXI

Козырь номер XVI, использующий сюжет Вавилонского столпотворения и в английском языке традиционно именуемый Башня (англ. Tower), во французском языке носит название Богадельня (фр. La Maison Dieu). В некоторых вариантах оформления название козыря номер XIII опускается.

## Вариации оформления
В наиболее ранних вариантах колоды козырь номер VI мог носить название Любовь, козырь номер IX — Время либо Старик, козырь номер XII — Изменник, а козырь номер XVI — Молния. На карте Мир первоначально изображались идеальный город и фигура ангела над ним, а на карте Колесо Фортуны — четыре человеческие фигуры вместо трёх зооморфных. Женская фигура на карте Умеренность первоначально не имела крыльев за спиной. Дьявол на соответствующей карте иногда изображался в набедренной повязке.
В безансонском и швейцарском вариантах козыри номер II и V носят название Юнона и Юпитер соответственно. Кроме того, Луна на соответствующей карте изображается не серповидной, а полной.
Бельгийский вариант, как и безансонский или швейцарский, включает в себя альтернативные варианты козырей номер II и V: Капитан Фракасс (персонаж европейского фольклора) и Бахус соответственно. Козырь номер XVI носит название Молния и содержит изображение молнии, бьющей в дерево. Изображение на карте Повешенный выполнено перевёрнутым, в результате чего подвешенный за ногу человек кажется изображённым вверх головой. На карте Мир отсутствуют изображения символов евангелистов по краям. Кроме того, на соответствующих картах Дьявол изображён в профиль изрыгающим пламя изо рта, а Отшельник держит в руках книгу вместо лампы.
На картах миланского варианта, возникшего в начале XIX века, фигурные карты подписаны на итальянском языке, а не на французском. Козырь номер XIII переименован в Равенство (итал. L’Uguaglianza), а козырь номер XIV может носить название Неумеренность (итал. L’Intemperanza). На карте Колесо Фортуны изображены только две фигуры вместо трёх.
Пьемонтское таро, также происходящее от марсельской колоды, считается фактически отдельным вариантом оформления.

## Марсельское Таро в эзотерической традиции
В работах французского оккультиста XVIII века Эттейллы фигурирует колода, представляющая собой несколько изменённый вариант Марсельского Таро. Руководство по использованию для гадания классического варианта впервые было предложено Папюсом. В 1949 году увидела свет книга Поля Марто «Марсельское Таро» с описанием символического значения всех 78 карт колоды.
Карте номер XIII (Смерть) посвящена отдельная глава книги-мистификации Бернара Вербера «Энциклопедия относительного и абсолютного знания».